# Estadio Municipal de A Malata
Das Estadio Municipal de A Malata (kurz: Estadio de A Malata) ist ein Fußballstadion in der spanischen Stadt Ferrol, Autonome Gemeinschaft Galicien, an der Nordwestspitze des Landes. Es bietet 11.922 überdachte Sitzplätze.

## Geschichte
Der Club Racing de Ferrol zog am 29. Mai 1921 in das Estadio Manuel Rivera (Campo Inferniño) im Stadtzentrum und blieb dort für die nächsten 72 Jahre. Das Estadio de A Malata ist der Mittelpunkt des Sportparks A Malata. Er liegt rund eine Meile nordwestlich der alten Spielstätte. Zum Komplex gehören neben dem Stadion u. a. ein im Stadion integriertes Hallenbad sowie die Kletterwand Rocódromo, die Mehrzweckhalle Pavillon A Malata mit 5000 Sitzplätzen, die separate Leichtathletikanlage Pista de Atletismo A Malata, Basketball-, Tennis- und Futsalplätze, Allwetter-Fußballplätze, der Skatepark A Malata, zwei Becken für Kanupolo und ein See zum Windsurfen. Der Entwurf des Stadions ist eine Gemeinschaftsarbeit der fünf Architekten Juan Pérez López de Gamarra, Francisco Iglesias Miño, Juan Rey-Cabarcos, Vicente Fernandez Couto und Alfredo Alcalá Navarro. Der Bau hat einen nahezu kreisrunden Grundriss. Es gibt kleine Kurven hinter den Toren, die Tribünen gehen an den Längsseiten bis dicht an das Spielfeld. Die Flutlichtanlage thront auf vier Masten. Die Kosten der Fußballarena mit Halle und Hallenbad lagen bei 10,2 Mio. Euro, die die Autonome Gemeinschaft Galicien übernahm. Am 18. April 1993 trug Racing de Ferrol sein erstes Spiel im Estadio de A Malata aus. Man besiegte Atlético Madrid B mit 3:2. Die offizielle Eröffnung fand am 29. August 1993 statt. Im November 2017 beschädigte ein Sturm Teile des Dachs.
Racing de Ferrol stieg in die Segunda División 2023/24 auf. Mitte Juni 2023 besuchten Inspektoren das Stadion, um es zu begutachten. Racing de Ferrol sollte ein Ersatzstadion angeben, dass den Mindestanforderungen der zweiten Liga entspricht. Die Xunta de Galicia und die Stadt Ferrol einigten sich am 21. Juli des Jahres darauf, dass die Xunta de Galicia 550.000 Euro in die Behebung der Sicherheitsmängel investiert.

## Länderspiele
U-21-Männer
- 12. November 2014:  Spanien –  Belgien 1:4 (Freundschaftsspiel)

## Galerie

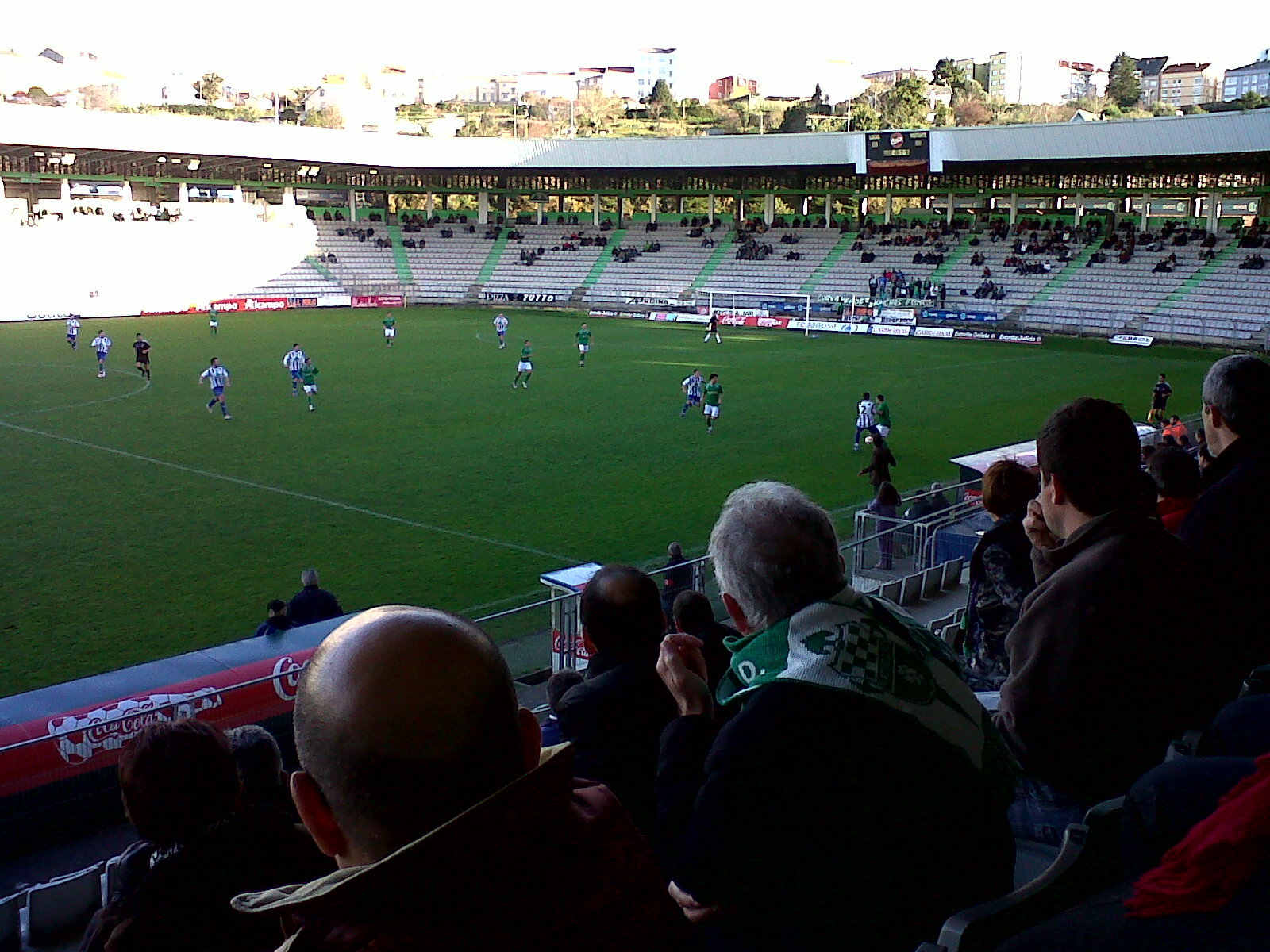
Blick in das Stadion beim Spiel Racing de Ferrol gegen den CD Cultural Areas im Februar 2011